# X-gal
X-gal (або 5-бромо-4-хлоро-3-індоліл-β-D-галактопіранозид) — органічна сполука, що складається із галактози та галоген-заміщеного індолу сполучених О-глікозидним зв'язком. Вперше була синтезована в 1964 році. X-gal широко застосовується в молекулярній біології як індикатор присутності ензима β-галактозидази. Він також застосовується для виявлення цього білка в гістохімії та бактеріології. Після ензиматичного гідролізу X-gal утворює синій нерозчинний барвник близький по структурі до індиго.

## Застосування
X-gal — це похідне лактози, тому він може гідролізувати під впливом β-галактозидази, ензиму який розщеплює β-глікозидний зв'язок в D-лактозі. Після ензиматичного розщеплення X-gal утворює дві хімічні сполуки: галактозу і 5-бромо-4-хлоро-3-гідроксиіндол. Останній спонтанно зазнає окиснювальної димеризації під впливом кисню, утворюючи 5,5'-дибром-4,4'-дихлоро-індиго, нерозчинну хімічну сполуку інтенсивно синього кольору. Оськільки сам X-gal є безкольоровим, поява інтенсивного синього кольору в середовищі може бути індикатором присутності активної β-галактозидази. Цей тест дає змогу використовувати ген β-галактозидази (ген lacZ ) як a ген-репортер в різних експериментах.

### Клонування
В молекулярному клонуванні X-gal засносовується для візуальної оцінки експресії β-галактозидази клітинами в експериментальній техніці, яка називається синьо-білий скринінг. Ця техніка застосовується, щоб відділити продукти успішного клонування від побічних.
Метод синьо-білого скринінгу базується на принципі α-комплементарності гену β-галактозидази, коли фрагмент гену lacZ (так званий lacZα) в плазміді може доповнити інший мутантний ген lacZ (lacZΔM15), що вже є в клітині. Обидва гени самі по собі продукують нефункціональні поліпептиди. В той же час, якщо ці гени експресуються в клітині одночасно, наприклад, у клітинах із геном lacZΔM15 після трансформації плазмідою із lacZα, обидва поліпептида в клітині утворюють функціональну β-галактозидазу. Наявність функціонального ензиму може бути визначена, якщо бактерії вирощуються на чашках Петрі із середовищем, що містить X-gal, оскільки розщеплення і окиснення X-gal в результаті обумовлює блакитний колір відповідних бактеріальних колоній. Якщо під час молекулярного клонування цільовий ген був вставлений в плазміду посередині гену lacZα, успішне клонування призведе до того, що клітини втратять змогу експресувати правильний поліпептид з гену lacZα, в результаті чого клітини втратять здатність утворювати активний ензим в цілому, і відповідні колонії будуть забарвлені в білий колір. Візуально оцінюючи колір бактеріальних колоній, можна відрізнити продукти успішного клонування (білі колонії) від тих, що несуть вихідну плазміду (сині колонії).  Прикладом векторів, що використовуються для цієї процедури, є pUC19, pBluescript, pGem-T вектори, які також вимагають використання спеціальних ліній  E. coli, таких як DH5α, що містять мутантний lacZΔM15 ген.

#### Аналоги
X-gal має численні аналоги, які відрізняються ароматичним замісником на галактозі і були розроблені головним чином для того, щоб давати колонії інших кольорів, ніж сині.
| Коротка назва                               | Довга назва                                    | Колір                                           |
| ------------------------------------------- | ---------------------------------------------- | ----------------------------------------------- |
| Blue-Gal, Bluo-Gal                          | 5-бромо-3-індоліл β-D-галактопіранозид         | Темно-синій                                     |
| Rose-Gal, Salmon-Gal, Y-Gal, Red-Gal        | 6-хлоро-3-індоліл-β-D-галактопіранозид         | Рожевий                                         |
| Purple-β-D-Gal                              | 5-йодо-3-індоліл-β-D-галактопіранозид          | Пурпуровий                                      |
| Magenta glucoside, Magenta-GLC, Magenta gal | 5-бромо-6-хлоро-3-індоліл-β-D-галактопіранозид | Фіолетовий                                      |
| Green-β-D-gal                               | N-метиліндоліл-β-D-галактопіранозид            | Зелений                                         |
| MUG, MUGA                                   | 4-метилумбеліферил β-D-галактопіранозид        | Флуоресцентний блакитний (λex = 365, λem = 455) |

### Скринінг протеїн-протеїнових взаємодій
У двогібридному аналізі, β-галактозидаза може бути використана як репортер, що детектує взаємодію двох білків між собою. В рамках цього методу, геномні бібліотеки можуть бути проскрінені для пошуку взаємодіючих партнерів із використання дріжджів або бактерій як модельних організмів.